# War of the Worlds 2: The Next Wave
War of the Worlds 2: The Next Wave is een Amerikaanse sciencefictionfilm uit 2008 van The Asylum. De film is een vervolg op H.G. Wells' War of the Worlds. De regie werd verzorgd door C. Thomas Howell, die ook een rol heeft in de film.

## Verhaal
Twee jaar zijn verstreken sinds de eerste aanval van de Martianen. Ondanks dat ze toen hebben gefaald, keren ze onverwacht terug om de mensheid alsnog uit te roeien. Ze gebruiken nieuwe machines die nog geavanceerder zijn dan de vorige.
Centraal in de film staan George en zijn zoon. Via hun radio, waarmee ze normaal contact houden met anderen, ontdekken ze dat de machines worden bestuurd van buiten de planeet, en dat de Martianen een wormgat tussen de Aarde en Mars gebruiken om snel toe te kunnen slaan. George deelt deze kennis met het leger, en die gebruikt het wormgat voor een tegenaanval. Gewapend met een speciaal virus valt het leger Mars aan, en roeit de Martianen uit.

## Rolverdeling
| Acteur           | Personage        |
| ---------------- | ---------------- |
| Fred Griffith    | Major Kramer     |
| Zack Beseda      | Squidkiller      |
| Danna Brady      | Sissy            |
| Philip Cornwall  | Military Soldier |
| Darren Dalton    | Shackleford      |
| Jason S. Gray    | Stingray         |
| C. Thomas Howell | George           |
| Brandon Kihl     | Man by Camper    |
| Jonathan Levit   | Gorman           |
| Kim Little       | Victoria         |
| Jonathan Nation  | Stram            |
| Jay Plemons      | Walt             |